# Swakopbrücke
Die Swakopbrücke ist eine zwischen 1967 und 1969 erbaute Straßenbrücke über den Swakop bei Swakopmund in Namibia. Die Brücke ist eine aus Beton gefertigte Balkenbrücke mit einer maximalen Spannweite von 75 Meter und einer Gesamtlänge von 587 Meter.
Die Swakopbrücke verbindet Swakopmund auf der nördlichen Flussseite mit Langstrand, Dolfynstrand und Walvis Bay auf der südlichen Seite; sie liegt nur rund 500 Meter vor der Flussmündung in den Südatlantik entfernt.
Westlich der aktuellen Straßenbrücke befand sich mit der Swakop-Eisenbahnbrücke bis 1934 eine weitere Brücke, von der nur noch Zementfundamente erhalten sind. Sie wurde zwischen 1928 und 1931 errichtet.

## Galerie

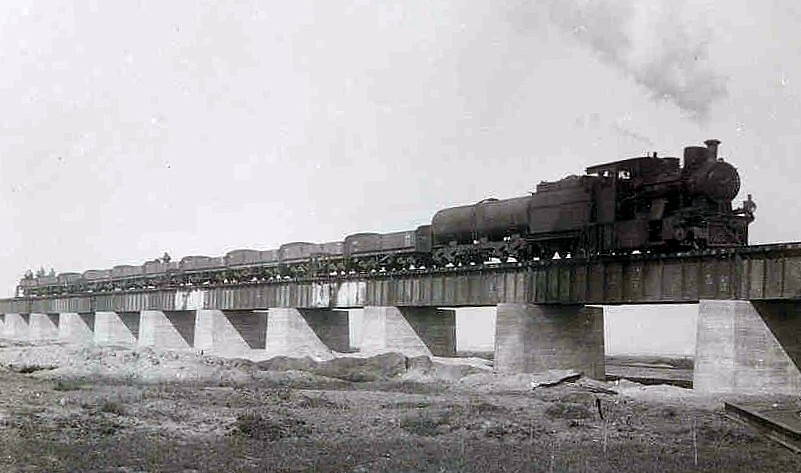
Ehemalige Eisenbahnbrücke
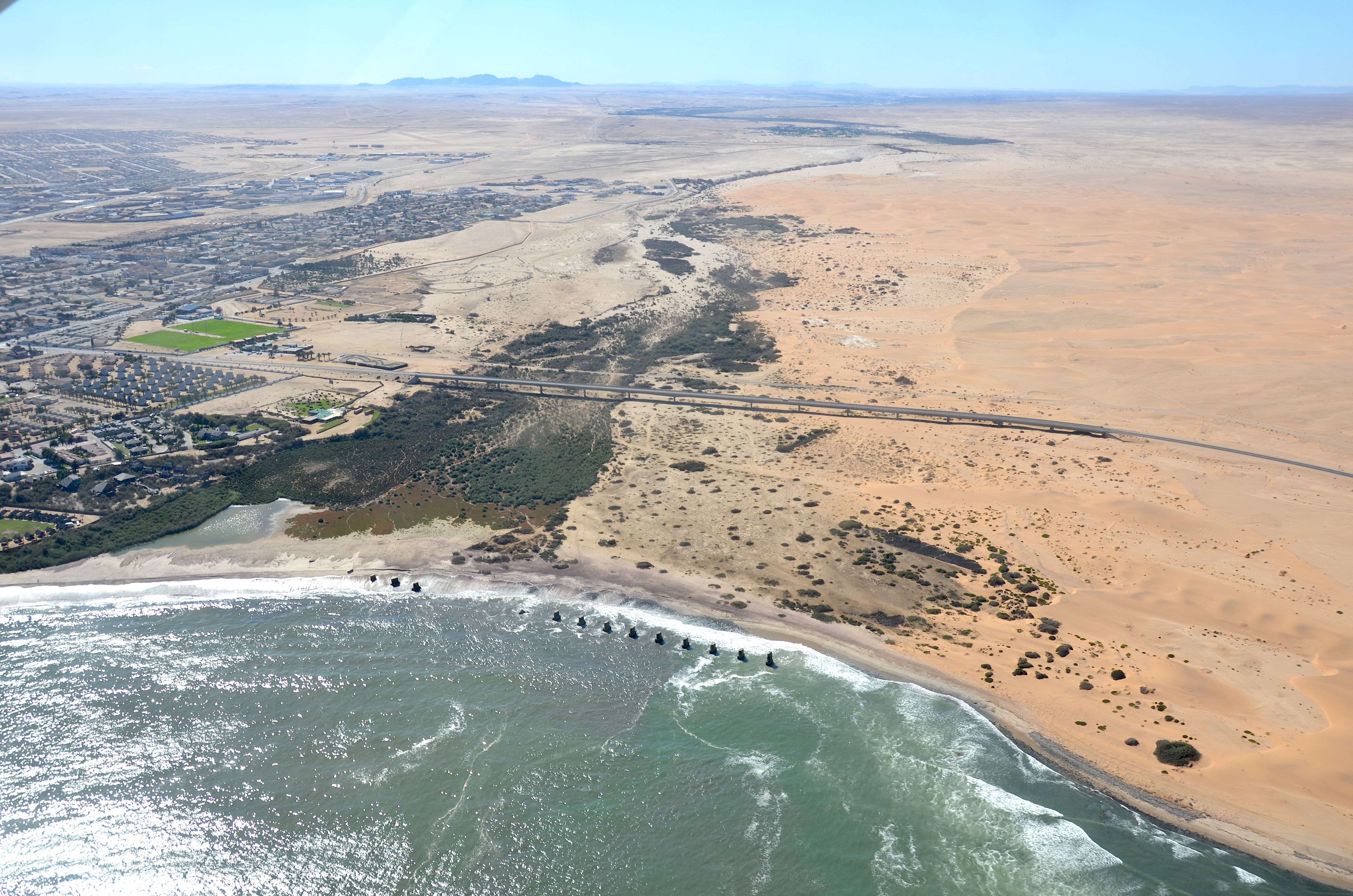
Luftaufnahme (2017) der Straßenbrücke, im Vordergrund die Pfeiler der ehemaligen Eisenbahnbrücke